# クレーン等安全規則
クレーン等安全規則（クレーンとうあんぜんきそく、昭和47年9月30日労働省令第34号）は、クレーン、移動式クレーン・デリック、エレベーター、簡易リフト、免許及び教習、床上操作式クレーン運転技能講習、小型移動式クレーン運転技能講習及び玉掛け技能講習の安全についての基準を定めた厚生労働省令である。
労働安全衛生法に基づき定められたものである。
本規則は次のような構成になっている。
- 第1章 総則（第1条・第2条）
- 第2章 クレーン
  - 第1節 製造及び設置（第3条―第15条）
  - 第2節 使用及び就業（第16条―第33条）
  - 第3節 定期自主検査等（第34条―第39条）
  - 第4節 性能検査（第40条―第43条の2）
  - 第5節 変更、休止、廃止等（第44条―第52条）
- 第3章 移動式クレーン
  - 第1節 製造及び設置（第53条―第62条）
  - 第2節 使用及び就業（第63条―第75条の2）
  - 第3節 定期自主検査等（第76条―第80条）
  - 第4節 性能検査（第81条―第84条の2）
  - 第5節 変更、休止、廃止等（第85条―第93条）
- 第4章 デリツク
  - 第1節 製造及び設置（第94条―第102条）
  - 第2節 使用及び就業（第103条―第108条）
  - 第3節 定期自主検査等（第109条―第124条）
  - 第4節 性能検査（第125条―第128条の2）
  - 第5節 変更、休止、廃止等（第129条―第137条）
- 第5章 エレベーター
  - 第1節 製造及び設置（第138条―第146条）
  - 第2節 使用及び就業（第147条―第153条）
  - 第3節 定期自主検査等（第154条―第158条）
  - 第4節 性能検査（第159条―第162条の2）
  - 第5節 変更、休止、廃止等（第163条―第171条）
- 第6章 建設用リフト
  - 第1節 製造及び設置（第172条―第179条）
  - 第2節 使用及び就業（第180条―第191条）
  - 第3節 定期自主検査等（第192条―第196条）
  - 第4節 変更及び廃止（第197条―第201条）
- 第7章 簡易リフト
  - 第1節 設置（第122条・第123条）
  - 第2節 使用及び就業（第204条―第207条）
  - 第3節 定期自主検査等（第208条―第212条）
- 第8章 玉掛け
  - 第1節 玉掛用具（第213条―第220条）
  - 第2節 就業制限（第221条・第222条）
- 第9章 免許及び教習
  - 第1節 クレーン・デリック運転士免許（第223条―第228条）
  - 第2節 移動式クレーン運転士免許（第229条―第234条）
  - 第3節 削除
  - 第4節 教習（第240条―第243条）
- 第10章 床上操作式クレーン運転技能講習、小型移動式クレーン運転技能講習及び玉掛け技能講習（第244条―第247条）
- 附則